# Cezary Berezowski

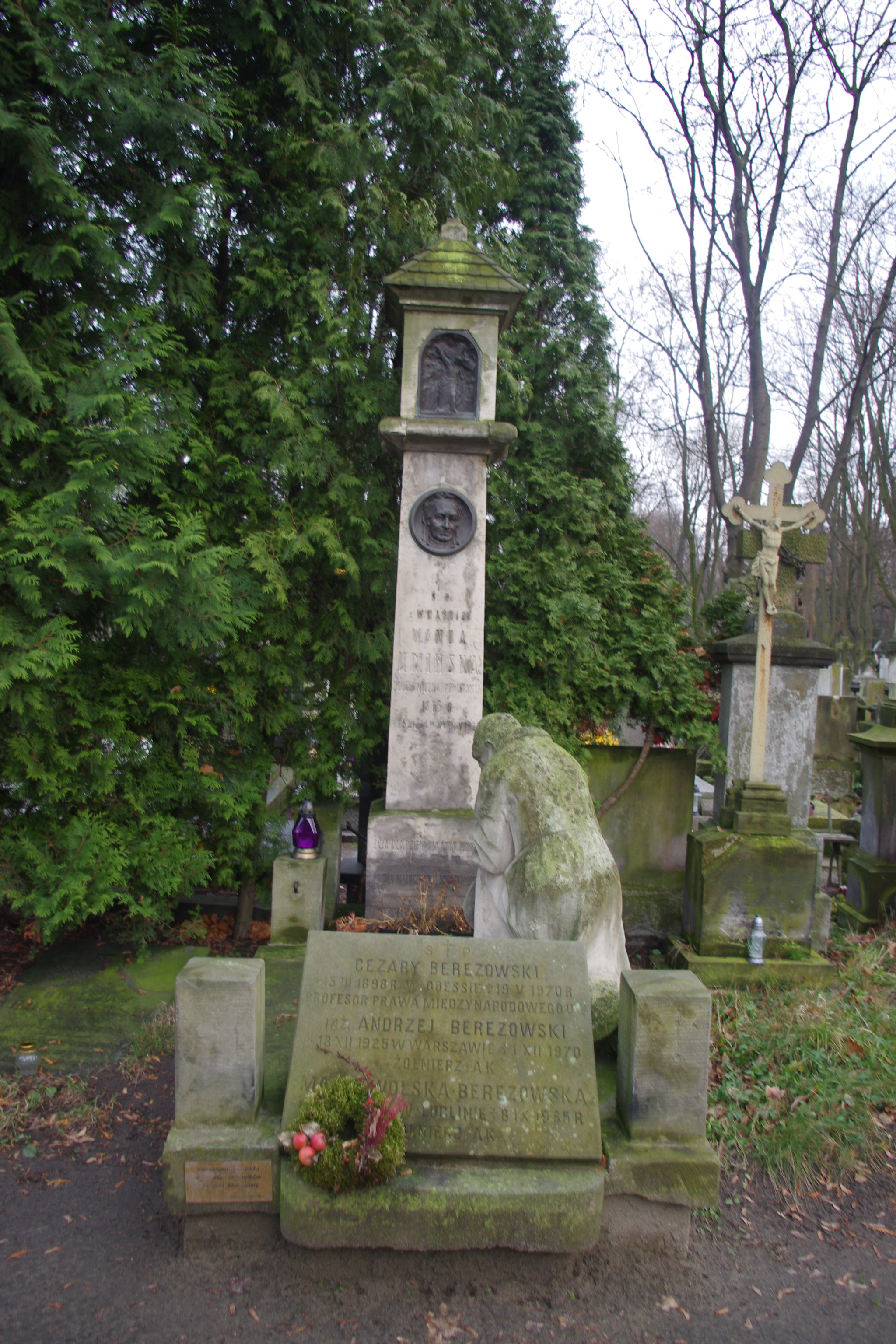
Grób prof. Cezarego Berezowskiego na cmentarzu Powązkowskim w Warszawie

Cezary Berezowski (ur. 3 marca?/15 marca 1898 w Odessie, zm. 19 maja 1970 w Warszawie) – prawnik; profesor Uniwersytetu Warszawskiego.

## Życiorys

### Wykształcenie i kariera akademicka na UW
Był synem sędziego Sądu Najwyższego Konrada i Katarzyny z Malczewskich. Kształcił się w gimnazjum w Odessie, następnie studiował prawo na Uniwersytecie Warszawskim (1920–1924). Wśród jego wykładowców był m.in. Zygmunt Cybichowski. W 1925 obronił na UW doktorat z prawa. W 1924 podjął pracę na Uniwersytecie. Początkowo był asystentem w Katedrze Prawa Państwowego i Międzynarodowego UW, a od 1935 (po przedstawieniu pracy Powstanie Państwa Polskiego w świetle prawa narodów) docentem w tej Katedrze. W 1937 został profesorem nadzwyczajnym, a w 1946 profesorem zwyczajnym. Po wojnie kierował na UW Katedrą Prawa Międzynarodowego (od 1961 pod nazwą Katedra Prawa Międzynarodowego Publicznego). W latach 1951–1953 był dziekanem Wydziału Prawa i Administracji UW. Przeszedł na emeryturę w 1968 roku.

### Działalność w innych instytucjach
Do 1937 roku pracował jednocześnie w administracji rządowej. Był urzędnikiem w Ministerstwie Opieki Społecznej, a w latach 1927–1937 w Biurze Prawnym Prezydium Rady Ministrów na stanowisku dyrektora (jego miejsce zajął Ludwik Krajewski).
W latach 30. wykładał prawo konstytucyjne polskie i prawo międzynarodowe publiczne w Wyższej Szkole Dziennikarskiej w Warszawie oraz był członkiem zwyczajnym i sekretarzem zarządu Towarzystwa WSD. Równocześnie z pracą na UW był związany z Katolickim Uniwersytetem Lubelskim. Był kierownikiem Katedry Prawa Narodów KUL (1928–1933), gdzie wykładał również po wojnie (1944–1946).
W 1938 i 1964 prowadził wykłady z zakresu niesuwerennych podmiotów prawa międzynarodowego w Haskiej Akademii Prawa Międzynarodowego. 
W 1944 został członkiem Towarzystwa Naukowego KUL, w 1946 Rady Stowarzyszenia Prawa Międzynarodowego, a w 1947 Towarzystwa Naukowego Warszawskiego.
W latach 1957–1961 był dyrektorem Instytutu Nauk Prawnych Polskiej Akademii Nauk.
Zmarł w Warszawie. Pochowany na cmentarzu Powązkowskim w Warszawie (kwatera 79-6-19).

## Dorobek naukowy
W pracy naukowej zajmował się prawem międzynarodowym publicznym oraz organizacjami międzynarodowymi. Był pionierem badań w Polsce problematyki suwerenności i roli państwa w obrocie międzynarodowym. Opracował teorię podmiotowości prawnomiędzynarodowej, a także tezę, że państwa nie są jedynymi podmiotami prawa międzynarodowego. Zajmował się genezą i organizacją ONZ. Interesował się zagadnieniami lotnictwa w prawie międzynarodowym, był wiceprzewodniczącym Komitetu Prawnego Międzynarodowej Organizacji Lotnictwa Cywilnego. Zaprojektował konwencję o szkodach wyrządzonych osobom trzecim przez obce statki kosmiczne.
Niektóre publikacje:
- Powstanie państwa polskiego w świetle prawa narodów (1934)
- W sprawie istoty umowy międzynarodowej (1935)
- Organizacja Narodów Zjednoczonych (1946)
- Ochrona prawnomiędzynarodowa zabytków i dzieł sztuki w czasie wojny (1948)
- Terytorium. Instytucje wyspecjalizowane. Współpraca międzynarodowa. Obszary kolonialne i zależne. Wojna powietrzna (1957)
- Zagadnienia zwierzchnictwa terytorialnego (1957)
- Międzynarodowe prawo lotnicze (1964)
- Prawo międzynarodowe publiczne (dwie części, 1966–1969)
- Prawo międzynarodowe publiczne (1970, z Wojciechem Góralczykiem i Kazimierzem Liberą)

## Ordery i odznaczenia
- Krzyż Komandorski Orderu Odrodzenia Polski (1958)[6]
- Złoty Krzyż Zasługi (27 marca 1928)[7]
- Medal 10-lecia Polski Ludowej (19 stycznia 1955)[8]
- Złota Odznaka honorowa m. st. Warszawy „Za Zasługi dla Warszawy”[6]